# سماق سام وبري
سماق سام وبري أو البلوط السام (الاسم العلمي:Toxicodendron pubescens) هو نوع من النباتات يتبع جنس السماق السام من الفصيلة البطمية.